# Tour della nazionale maschile di rugby a 15 della Corea del Sud 1987
Nel 1987, è in programma la prima Coppa del Mondo di rugby. Poche settimane prima, la nazionale della Corea del Sud va in tour in Australia. Il test con i "Wallabies" è, per questi ultimi, l'ultima prova prima della competizione mondiale.

## Risultati
| maggio 1987 | New South Wales B | 34 – 33 | Corea del Sud XV |  |

| maggio 1987 | NSW Country | 44 – 23 | Corea del Sud XV |  |

| maggio 1987 | ACT | 58 – 15 | Corea del Sud XV |  |

| maggio 1987 | Queensland B | 24 – 9 | Corea del Sud XV |  |

| Brisbane 17 maggio 1987                                                               | Australia | 65 – 18                   | Corea del Sud | Ballymore Oval |
| \| \| \| \| \| mete: trasf.: c.p.: Drop: \| Marcatori \| mete: trasf.: c.p.: Drop: \| |           |                           |               |                |
|                                                                                       |           |                           |               |                |
| mete: trasf.: c.p.: Drop:                                                             | Marcatori | mete: trasf.: c.p.: Drop: |               |                |